# Arp 230
Arp 230 (IC 51) је лентикуларна галаксија у сазвјежђу Кит која се налази на листи објеката дубоког неба у Индекс каталогу.
Деклинација објекта је 00h 46m 24.2s а ректасцензија −13° 26′ 32″. Привидна величина (магнитуда) објекта Arp 230 износи 12,8 а фотографска магнитуда 13,8. Arp 230 је још познат и под ознакама IC 51, MCG -2-3-11, IRAS 00438-1342, PRC B-1, PGC 2710.